# Alisson Ferreira de Oliveira
Alisson Ferreira de Oliveira (Ribeirão das Neves, 13 de janeiro de 1992) é um atleta profissional de slackline que atualmente coordena um projeto social denominado "Neves na Fita: Unreal Slackline Master", visando popularizar o esporte em sua cidade natal. Ele é o primeiro campeão sul-americano de slackline (Chile/2013), bicampeão brasileiro (Brasília/2014 e São Paulo/2015), campeão mundial (Brasil/2015) e tricampeão estadual (2014/2015/2016). Ele também ganhou o prêmio de Atleta Destaque do Governo do Estado de Minas Gerais em 2018. É considerado um dos pioneiros do esporte no país.

## Classificações
Alisson é o 4º do ranking geral, com base na classificação mundial (pontos gerais). Está atrás dos seguintes atletas: Haruki Kinoshita (1º, Japão), Abraham Hernandez (2º, Chile) e Joshua Leupolz  (3º, Alemanha).
Na Categoria Freestyle, Alisson se encontra nas seguintes posições:
- Na subcategoria Trickline ele está em 3º lugar na classificação mundial (pontos gerais). Está atrás dos seguintes atletas: Haruki Kinoshita (1º, Japão) e Abraham Hernandez (2º, Chile).[7]

- Já na subcategoria Aerial, Alisson se encontra no 4º lugar na classificação mundial (pontos gerais). Está atrás dos seguintes atletas: Haruki Kinoshita (1º, Japão), Abraham Hernandez (2º, Chile) e Teruto Tanaka (3º, Japão).[8]

## Premiações
Em Trickline - Aerial:
- World Slackline Masters (team) 2018 - Alemanha (1º lugar)

- Gibbon Nippon Open 2018 - Japão (1º lugar)
- Slack that Beach #8 - pro 2019 - Chile (2º lugar)
- World Slackline Masters (team) 2019 -  Alemanha (2º lugar)
- Gibbon Nippon Open 2019 - Japão (3º lugar)

Em Trickline - Transfer:
- Slack that Beach #8 2019 - Chile (2º lugar)